# 小行星16249
小行星16249（16249 Cauchy）是一颗绕太阳运转的小行星，为主小行星带小行星。该小行星于2000年4月29日发现。

## 轨道参数
小行星16249的轨道半长轴为2.8385271 UA，离心率为0.024。